# Kaiba (аніме)
Kaiba (яп. カイバ Kaiba) — футуристичний аніме-серіал. Аніме було створено режисером Юаса Масаакі і вперше було показане в 2008-му році.

## Сюжет
Аніме показує світ, у якому люди здатні відокремлювати спогади від тіла і робити з ними що завгодно: переносити з одного тіла в інше, продавати, стирати, підроблювати.
У центрі уваги опиняється хлопчик, який прокидається у невідомому місці. Він не пам'ятає, хто він, де живе, що означає діра в його грудях, знак на животі та що за фотографія у медальйоні на шиї. І в пошуках самого себе він вирушає у подорож по планетах разом з невідомою істотою, яка намагається його захистити.
Перша половина серіалу — окремий набір доволі жорстоких новел, а далі іде розповідь про особисту історію головного героя.
«Кайба» — дуже атмосферне аніме з незвичайною мальовкою і чарівною музикою. Незважаючи на яскраво виражений візуальний стиль, за психологізмом, емоційністю і драматизмом серіал перевершує навіть деякі реалістичні твори. У ньому розповідається про все одразу: про кохання, любов, ненависть, політику, повсякдення, життя та смерть, про людські стосунки. Окрема увага приділяється темам кіберпанку: що таке душа? що для людини найважливіше?

## Сприйняття
«Кайба» був удостоєний нагороди за досягнення в галузі анімації на 12-му Японському фестивалі медіа-мистецтва у 2008 році.
THEM Anime Reviews дали серіалу 4 з 5 зірок і похвалили аніме за видатну анімацію, сюжет та візуальні ефекти, зазначивши: «Візуально „Кайба“ захоплює. Серіал, безумовно, приємний для очей, а художній стиль залишає аніматорам можливість намалювати неймовірно виразні фони для світів, які відвідує і бачить наш головний герой. Витонченість його естетики, його сила та емоційність роблять його миттєвою рекомендацією». Anime News Network підкреслили анімацію та сюжет серіалу, високо оцінивши різні аспекти шоу, назвавши його «добре продуманим, з захоплюючими візуальними ефектами і сюжетом, що розвивається по ходу серіалу».